# Vesné
Vesné – potok, prawy dopływ potoku Hradlová na Słowacji. Jest ciekiem 6 rzędu. Ma długość 6,3 km. Wypływa dwoma źródłowymi strumykami na wysokości około 960 m na zachodnich zboczach Minčolíka (1032 m) w Górach Czerchowskich. Po opuszczeniu porośniętych lasem gór płynie przez pola uprawne i zabudowane obszary miejscowości Šarišské Jastrabie. Na wysokości 503 m w sąsiedniej miejscowości Ďurková uchodzi do Hradlovej.
Šarišské Jastrabie tworzą zwartą zabudowę nad obydwoma brzegami potoku Vesné, który płynie tutaj uregulowanym hydrotechnicznie korytem. Wzdłuż obydwu brzegów potoku prowadzi droga, a brzegi spięte są wieloma kładkami dla pieszych i kilkoma mostami
Głównymi dopływami są potoki Bane i Chotárny potok (obydwa prawostronne). Cała zlewnia potoku Vesné i jego dopływów znajduje się w obrębie Gór Czerchowskich.